# Ipothalia bicolor
Ipothalia bicolor är en skalbaggsart som beskrevs av Cenek Podany 1978. Ipothalia bicolor ingår i släktet Ipothalia och familjen långhorningar.
Artens utbredningsområde är Brunei. Inga underarter finns listade i Catalogue of Life.